# Kościół św. Ducha w Markuszowie
Kościół świętego Ducha – rzymskokatolicki kościół filialny należący do dekanatu Garbów archidiecezji lubelskiej. Znajduje się na trasie Szlaku Renesansu Lubelskiego.

## Historia

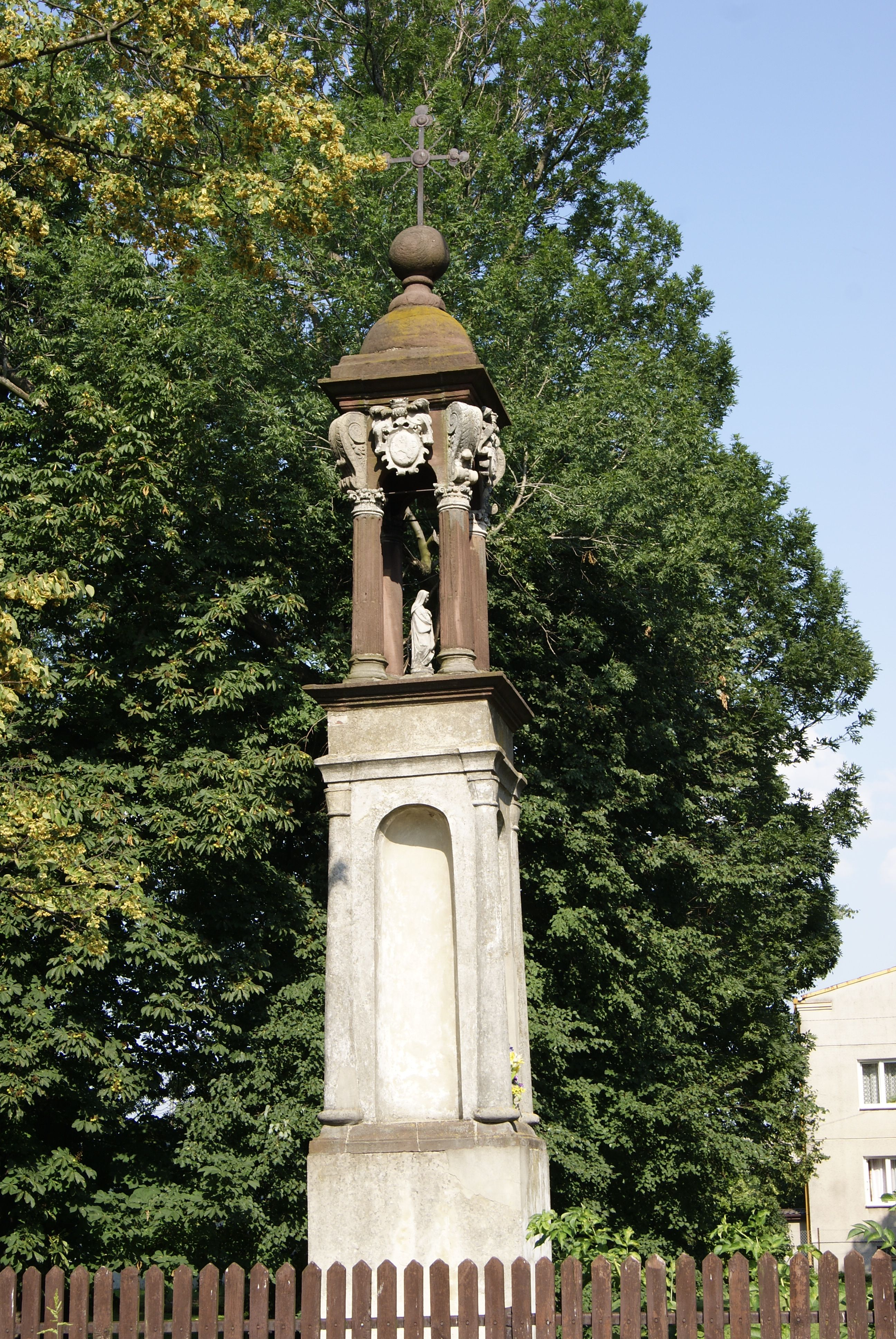
Kapliczka przy kościele

Kościół został ufundowany przez Gertrudę z Bnia Opalińską, córkę marszałka koronnego, żonę Jana Firleja z Dąbrownicy podskarbiego koronnego. Akt erekcyjny wystawił w dniu 24 maja 1608 roku w Krakowie biskup krakowski ks. Piotr Tylicki. Świątynia została zbudowana w latach 1608-1609. Konsekrował ją w 1611 roku biskup kijowski Krzysztof Kazimirski. Kościół został zaprojektowany przez architekta Piotra Durie. Pierwowzorem architektonicznym dla kościoła był zapewne kościół farny w Kazimierzu Dolnym. Kościół Świętego Ducha był kościołem szpitalnym, czyli mieścił się przy nim przytułek (szpital) dla 12 ubogich. 
W aktach wizytacji kościoła z lat 1644-1650, stan określono  jako „daleko posunięte zniszczenie”. Pomiędzy 1739 a 1782 rokiem, sklepienie nawy zawaliło się. W wizytacji biskupiej z 1782 roku, zawarta została informacja, ze  sklepienia już nie ma, a w jego miejscu powstał strop płaski. Przed 1782 rokiem przy południowo-zachodnim narożu kościoła, powstała niewielka dzwonnica.
23 września 1811 roku kościół szpitalny spłonął. „Odbudowany” został ze składek parafian i przy znaczącej pomocy hr. Tarnowskiego. W 1834 roku pokryto kościół i dzwonnicę nowymi dachami. W 1836 roku kościół szpitalny wraz ze wszystkimi dochodami i ciężarami, został połączony z parafialnym. W 1896 roku budowla została zniszczona przez pożar. Po tych uszkodzeniach kościół został odbudowany i pokryty dachówką ceramiczną. We wrześniu 1939 roku, po niemieckim nalocie bombowym, został uszkodzony dach świątyni. Naprawiono go w 1942 roku. Obecnie kościół zasadniczo nie różni się od swego pierwowzoru. Nabożeństwa w świątyni są odprawiane tylko w niedziele od 1 maja do 31 października.

## Kapliczka
Piotr Durie wybudował w 1608 kamienną kapliczkę z figurą Matki Boskiej (ulokowana jest  na dawnym cmentarzu przykościelnym). Składa się z czworobocznego słupa ustawionego na cokole i kapliczki w formie czterech korynckich, kanelowanych kolumienek. Podtrzymują one kopułę opiętą konsolami. Dodatkową ozdobę stanowią kartusze z herbem Lewart i inicjałami P.D.